# Chaetocnema kimotoi
Chaetocnema kimotoi là một loài bọ cánh cứng trong họ Chrysomelidae. Loài này được Gruev miêu tả khoa học năm 1980.